# Méba-Mickaël Zézé
Pour les articles homonymes, voir Zeze.
Méba-Mickaël Zézé, né le 19 mai 1994 à Saint-Aubin-lès-Elbeuf, est un athlète français, spécialiste du sprint et du relais.

## Biographie
Il est le frère ainé de Ryan Zézé, également sprinteur.
Mickael-Meba Zeze est détenteur du record de France cadet du 200m (21 s 05) et médaillé de bronze sur 100m aux championnats du monde d'athlétisme jeunesse 2011.
En 2013, bien que junior, il est sélectionné dans le relais 4 × 100 mètres pour les Championnats du monde de Moscou où la France ne passe pas le cap des séries (38 s 98).
En 2016, il établit la 3e meilleure performance mondiale de l'année en salle sur 200 m en 20 s 54 et se classe 2e des Championnats de France derrière Christophe Lemaitre. Début juin, Zeze s'impose sur cette même distance aux Championnats de la Méditerranée des moins de 23 ans en 20 s 49, nouveau record personnel.
Le 25 juin, il se classe 3e des Championnats de France d'Angers sur 100 m en 10 s 21 (+ 1,9 m/s) derrière Jimmy Vicaut (9 s 88) et Stuart Dutamby (10 s 12), temps synonyme de nouveau record personnel et minimas pour les Championnats d'Europe d'Amsterdam.
Le 10 juillet 2016, au sein du relais 4 x 100 m, Zeze devient vice-champion d'Europe à l'occasion des Championnats d'Europe d'Amsterdam en 38 s 38, derrière le Royaume-Uni (38 s 17).
Le 28 juillet 2019, il termine 2e des championnats de France 2019 sur 200 m et bat son record personnel en 20 s 44.
Le 3 juillet 2022, il devient le quatrième athlète français à courir en moins de 10 secondes sur 100 m (9 s 99) puis le deuxième en moins de 20 secondes sur 200 m (19 s 97) à La Chaux-de-Fonds (Suisse).
Le 21 août 2022, il remporte la médaille d'argent du relais 4 x 100 m lors des championnats d'Europe de Munich en compagnie de Pablo Matéo, Ryan Zézé et Jimmy Vicaut.

## Palmarès

### International
| Date | Compétition                       | Lieu      | Résultat | Épreuve    | Temps         |
| ---- | --------------------------------- | --------- | -------- | ---------- | ------------- |
| 2011 | Championnats du monde cadets      | Lille     | 3e       | 100 m      | 10 s 57       |
| 2011 | Championnats du monde cadets      | Lille     | 5e       | 200 m      | 21 s 30       |
| 2011 | Championnats du monde cadets      | Lille     | 3e       | r. suédois | 1 min 51 s 81 |
| 2013 | Jeux de la Francophonie           | Nice      | 5e       | 200 m      | 21 s 56       |
| 2013 | Jeux de la Francophonie           | Nice      | 2e       | 4 x 100 m  | 39 s 36       |
| 2015 | Championnats d'Europe espoirs     | Tallinn   | 1er      | 4 x 100 m  | 39 s 36       |
| 2016 | Championnats d'Europe             | Amsterdam | 2e       | 4 x 100 m  | 38 s 38       |
| 2016 | DécaNation                        | Marseille | 3e       | 100 m      | 10 s 53       |
| 2017 | Relais mondiaux de l'IAAF         | Nassau    | 5e       | 4 x 100 m  | 39 s 83       |
| 2017 | Championnats d'Europe par équipes | Lille     | 2e       | 200 m      | 20 s 57       |
| 2017 | Championnats d'Europe par équipes | Lille     | 3e       | 4 x 100 m  | 38 s 68       |
| 2017 | Championnats du monde             | Londres   | 5e       | 4 x 100 m  | 38 s 48       |
| 2018 | Jeux méditerranéens               | Tarragone | 3e       | 200 m      | 20 s 78       |
| 2018 | Championnats d'Europe             | Berlin    | 4e       | 4 x 100 m  | 38 s 51       |
| 2019 | Relais mondiaux de l'IAAF         | Yokohama  | 5e       | 4 x 100 m  | 38 s 31       |
| 2019 | Championnats du monde             | Doha      | finale   | 4 x 100 m  | DNF           |
| 2022 | Championnats du monde             | Eugene    | finale   | 4 x 100 m  | DQ            |
| 2022 | Championnats d'Europe             | Munich    | 2e       | 4 x 100 m  | 37 s 94       |
| 2023 | Championnats du monde             | Budapest  | 6e       | 4 × 100 m  | 38 s 06       |
| 2024 | Relais mondiaux                   | Nassau    | 3e       | 4 × 100 m  | 38 s 44       |
| 2024 | Jeux olympiques                   | Paris     | 6e       | 4 × 100 m  | 37 s 81       |

### National
- Championnats de France d'athlétisme :
  - 100 m : 2e en 2018 ; 2e en 2022
  - 200 m : vainqueur en 2018 et 2022, 2e en 2019, 3e en 2023
- Championnats de France d'athlétisme en salle :
  - 60 m : 2e en 2018, 3e en 2016, 2017 et 2019
  - 200 m : vainqueur en 2018, 2e en 2016

## Records
| Épreuve          | Épreuve   | Temps               | Lieu              | Date            |
| ---------------- | --------- | ------------------- | ----------------- | --------------- |
| 60 m             | Salle     | 6 s 63              | Aubière           | 18 février 2023 |
| 100 m            | Plein air | 9 s 99 (+ 1,6 m/s)  | La Chaux-de-Fonds | 3 juillet 2022  |
| 200 m            | Plein air | 19 s 97 (+ 1,2 m/s) | La Chaux-de-Fonds | 3 juillet 2022  |
| 200 m            | Salle     | 20 s 54             | Aubière           | 28 février 2016 |
| Saut en longueur | Salle     | 7,38 m              | Ancône            | 2 mars 2013     |
| Saut en hauteur  | Salle     | 2,09 m              | Val de Reuil      | 27 janvier 2012 |